# Plebejus altera
Plebejus altera är en fjärilsart som beskrevs av Ruggero Verity 1915. Plebejus altera ingår i släktet Plebejus och familjen juvelvingar. Inga underarter finns listade i Catalogue of Life.